# Parafia św. Michała Archanioła w Starejwsi
Parafia pw. Św. Michała Archanioła w Starejwsi – rzymskokatolicka parafia należąca do dekanatu węgrowskiego, diecezji drohiczyńskiej, metropolii białostockiej.

## Historia
Parafia powstała w 1473 roku. Wtedy to powstał pierwszy kościół drewniany. Erygowanie parafii zostało potwierdzone w dniu 9 lutego 1474 roku przez ówczesnego biskupa łuckiego, księdza Marcina Kreczowicza. 

## Miejsca kultu

### Kościół parafialny
Obecna neogotycka świątynia została wzniesiona w latach 1866–1869 według projektu warszawskiego architekta Bolesława Podczaszyńskiego

## Zasięg parafii

### Miejscowości i ulice
W granicach parafii znajdują się miejscowości:

- Błotki,
- Borzychy,
- Gruszczyno,
- Grygrów,
- Huta Gruszczyno,
- Janówki,
- Kalaty,
- Kalinowiec,
- Kałęczyn,
- Kazimierzów,
- Ludwinów,
- Majdan,
- Paplin,
- Starawieś,
- Tończa,
- Wólka Paplińska,
- Zuzułka,
- Żulin.

## Duszpasterze

### Proboszczowie, administratorzy i komendarze
| Okres pełnienia funkcji | Okres pełnienia funkcji | Proboszcz                      |
| od                      | do                      | Proboszcz                      |
| ----------------------- | ----------------------- | ------------------------------ |
| 09.02.1474              | do czasu konsekracji    | ks. Teofil (pleban węgrowski ) |
| przed lub w 1477        |                         | ks. Mikołaj                    |
| przed lub w 1485        |                         | ks. Andrzej                    |
|                         | do 1547 †               | ks. Marcin z Węgrowa           |
| od 28.11.1547           |                         | ks. Wawrzyniec z Węgrowa       |

Od drugiej połowy XVI w. do 23.10.1838 r. (08.06.1839 r. – oficjalna data) trwał okres administracji parafii węgrowskiej. Od 14 października 1711 r. posługę duszpasterską sprawowało dwóch mansjonarzy z Węgrowa.
| Okres pełnienia funkcji | Okres pełnienia funkcji | Administrator                                                                                                | Okres pełnienia funkcji | Okres pełnienia funkcji | Komendarz                                                                                     |
| od                      | do                      | Administrator                                                                                                | od                      | do                      | Komendarz                                                                                     |
| ----------------------- | ----------------------- | --- | ----------------------- | ----------------------- | --------------------------------------------------------------------------------------------- |
| 23.10.1838              | 29.08.1839              | ks. Jan Kozanka-Lipka ze Stoczka                                                                             |                         |                         |                                                                                               |
| 30.08.1839              | 28.06.1840              | Ks. Franciszek Tuszyński z Węgrowa                                                                           |                         | do 05.03.1840           | ks. Tomasz Soszyński                                                                          |
| 30.08.1839              | 28.06.1840              | Ks. Franciszek Tuszyński z Węgrowa                                                                           | 06.03.1840              | 27.06.1842              | ks. Wawrzyniec Gogolewski                                                                     |
| 29.06.1840              | 30.07.1856              | ks. Patrycjusz Szaniawski z Węgrowa                                                                          | 06.03.1840              | 27.06.1842              | ks. Wawrzyniec Gogolewski                                                                     |
| 29.06.1840              | 30.07.1856              | ks. Patrycjusz Szaniawski z Węgrowa                                                                          | 28.06.1842              | 30.04.1845              | ks. Julian Morawski                                                                           |
| 29.06.1840              | 30.07.1856              | ks. Patrycjusz Szaniawski z Węgrowa                                                                          | od 01.05.1845           |                         | ks. Franciszek Konstanty Jabłoński (1800–1876)(administrator starowiejski w latach 1846–1876) |
| 31.07.1856              | 1868                    | ks. Wiktoryn Ignacy Jemielitty z Węgrowa (1802–1879) (proboszcz węgrowski i starowiejski w latach 1856–1879) | od 01.05.1845           |                         | ks. Franciszek Konstanty Jabłoński (1800–1876)(administrator starowiejski w latach 1846–1876) |

| Okres pełnienia funkcji | Okres pełnienia funkcji | Proboszcz/administrator                        |
| od                      | do                      | Proboszcz/administrator                        |
| ----------------------- | ----------------------- | ---------------------------------------------- |
| 1868                    | do 20.08.1876 †         | ks. Franciszek Konstanty Jabłoński (1800–1876) |
| 19.01.1877              | 16.03.1907 †            | ks. Kandyd Racinowski                          |
| 20.03.1907              | 27.10.1911              | ks. Władysław Kosieradzki                      |
| 28.10.1911              | 10.10.1915 †            | ks. Julian Rostkowski                          |
| 04.05.1916              | 18.02.1925              | ks. Eugeniusz Wojciechowski                    |
| 19.02.1925              | 22.02.1931              | ks. Paweł Skwara                               |
| 23.02.1931              | 30.11.1931              | ks. Michał Pióro                               |
| 01.12.1931              | 24.05.1970              | ks. Józef Bloch (1895 – 21.12.1977 †)          |
| 25.05.1970              | 26.07.1981              | ks. Wojciech Pogorzelski                       |
| 27.07.1981              | 31.08.1997              | ks. Kazimierz Potiopa (1922–2004)              |
| 01.09.1997              | 23.08.1998              | ks. Jerzy Zychora                              |
| 24.08.1998              | 17.06.2002              | ks. Kazimierz Siekierko                        |
| 18.06.2002              | 31.08.2011              | ks. Ryszard Nicpoń                             |
| 01.09.2011              | 20.08.2012              | ks. Henryk Polak                               |
| 21.08.2012              | 31.07.2023              | ks. Marek Sidoruk                              |
| 01.08.2023              |                         | ks. Waldemar Górski                            |